# Boško Drašković
Boško Drašković (serbisch-kyrillisch Бошко Драшковић, * 4. Januar 1987 in Nikšić, SFR Jugoslawien) ist ein montenegrinischer Boxer und Olympiateilnehmer von 2012 im Halbschwergewicht.

## Boxkarriere
Der ca. 1,86 m große Halbschwergewichtler (bis 81 kg) gewann Turniere in Montenegro, Kosovo, Bosnien, Serbien, Albanien und Kroatien. Zudem boxte er bei Europa- und Weltmeisterschaften in Bulgarien, Italien, den USA, England, Russland, Türkei und Aserbaidschan. Sein größter Erfolg war der erste Platz bei den Mittelmeerspielen 2009 in Pescara und ein fünfter Platz bei den Europameisterschaften 2010 in Moskau.
2012 nahm er als erst zweiter montenegrinischer Boxer nach Milorad Gajović 2008 bei den Olympischen Spielen in London teil, unterlag jedoch im ersten Kampf gegen Osmán Bravo aus Nicaragua (11:16).

## Nach dem Boxen
Nach seiner Wettkampfkarriere wurde er Trainer im „BK Nikšić“ und Direktor des Sportzentrums Nikšić.